# Cratere di Vepriai
Il cratere di Vepriai è un cratere di origine meteoritica situato in Lituania: prende il nome dall'omonima città situata al suo centro. 
Il cratere ha un diametro di 8 km, ha un'età di 160 ± 10 milioni di anni (Giurassico superiore). Oggi il cratere è praticamente invisibile a causa delle glaciazioni che lo hanno fortemente eroso e colmato di depositi glaciali. La sua profondità iniziale era di 500 metri ma è stato rapidamente riempito di rocce sedimentarie: nel Giurassico al suo interno si era formato un piccolo lago.
Il cratere è stato scoperto nel 1978 attraverso ricerche geofisiche e grazie al ritrovamento di shatter cones e vetri da impatto in campioni di rocce estratte con perforazioni .